# Masdevallia purpurina
Masdevallia purpurina är en orkidéart som beskrevs av Rudolf Schlechter. Masdevallia purpurina ingår i släktet Masdevallia och familjen orkidéer.
Artens utbredningsområde är Peru. Inga underarter finns listade i Catalogue of Life.